# Bones (film 2001)
„Bones” – amerykański horror wyreżyserowany przez Ernesta Dickersona. Główne role przydzielone zostały Snoopowi Doggowi, Pam Grier, Khalilowi Kainowi i Biance Lawson. Scenariusz opracował Adam Simon i Tim Metcalfe. Premiera filmu odbyła się 26 października 2001.
Film jest hołdem dla blaxploitation – gatunku filmowego, który powstał w latach 70. XX wieku.

## Fabuła
Dwóch mężczyzn kupuje od drobnych złodziejaszków narkotyki, które ci umieścili w skrytce niezamieszkiwanego od 20 lat budynku. W tym czasie gdy nabywcy znaleźli towar, tamci kradną im Viper'a. Gdy zamierzają biec w stronę samochodu słyszą za sobą syrenę policyjną. Aby się schronić wbiegają do wspomnianego wcześniej obiektu. Po chwili gdy już sytuacja się uspokoiła i policja odjeżdża, mężczyźni zamierzają wybiec z nieużytku, w dodatku nastraszeni przez przebywającego tam psa. Jednak nie zdążają z niego wyjść gdyż obu morduje duch uśmierconego tam Jimmy’ego Bonesa.
Jest rok 1979. Jimmy Bones jest szanowanym i lubianym obywatelem okolicy. Zostaje jednak zdradzony i brutalnie zamordowany przez skorumpowanego policjanta (Michael T. Weiss), dilera narkotyków (Ricky Harris) i swego przyjaciela Jeremiaha (Clifton Powell). Jego ciało pochowano w nowoczesnym (jak na lata 70.) budynku, który 20 lat później jest kompletną ruiną, a dzielnica w której się znajdował opustoszała. Czterech młodych ludzi zamierza kupić budynek, wyremontować go i urządzić w nim klub nocny. Gdy rozglądają się po obiekcie, Tia (Katharine Isabelle) znajduje czarnego psa który tak naprawdę jest posłańcem Jimmy’ego zza grobu. Kilka dni później Patrick (Khalil Kain) spotyka Cynthię (Bianca Lawson) z którą nawiązuje romans. Podczas dalszego zwiedzania budynku, w piwnicy odnalezione zostają szczątki Bones'a. Ustalono, że został on zamordowany. Patrick i reszta postanawiają nie powiadamiać policji o tym co odkryli.
Parę dni później nastąpiło otwarcie klubu podczas którego ulubieniec Tii, zabija Maurice’a (Amsing Sean), natomiast Bones podpala klub. Tego samego wieczora matka Cynthii, Pearl (Pam Grier) mówi córce że zjawa którą widziały to jej ojciec i że w akcie zemsty za swoją śmierć zabije wszystkich, którzy przyczynili się do niej. Sam Bones dotarł już do swego byłego sługi, Stanka (Deezer D) i zabił go jako pierwszego rozszarpując mu krtań. Następnie uśmiercił dwóch narkomanów, dziewczynę Eddiego Macka i jego samego, przebijając go kawałkami potłuczonego lustra, a następnie obcinając mu głowę, natomiast Lupovicha powiesił na haku rzeźniczym i wbił mu nóż w klatkę piersiową. Na końcu odnajduje także Jeremiaha i razem z „głowami” zabitych, zabiera go do piekła.
W tym czasie Patrick, Cynthia, jej matka i Bill (Merwin Mondesir) jadą samochodem do spalonego klubu. Po drodze Pearl mówi im że aby unicestwić raz na zawsze ducha Jimmy’ego, trzeba spalić poplamioną krwią zieloną sukienkę, którą miała na sobie gdy go zamordowano. Gdy już docierają na miejsce wróżka dostaje się windą do miejsca gdzie po raz ostatni widziała swego narzeczonego. Wtedy Bones wita ją i nakłada na nią zieloną sukienkę i zaczynają tańczyć. Po zabiciu Billa przez ducha Maurice’a, Cynthia z Patrickiem odnajduje swą matkę i ojca. Jimmy poprosił swą córkę do tańca, a Patrick podchodzi go od tyłu z zamiarem zabicia go jednak nagle wszystko znika. Pearl ma na sobie zniszczoną sukienkę i chcąc ratować Patricka od śmierci, podpala się przedtem wyznając Bonesowi że go kocha. Po tym cały budynek wali się, a Patrick razem z Cynthią uciekają.

## Obsada
- Snoop Dogg – Jimmy Bones
- Pam Grier – Pearl, wróżbitka
- Khalil Kain – Patrick Peet
- Bianca Lawson – Cynthia, córka Pearl
- Clifton Powell – Jeremiah Peet
- Ricky Harris – Eddie Mack
- Michael T. Weiss – policjant Lupovich
- Sean Amsing – Maurice
- Merwin Mondesir – Bill Peet
- Katharine Isabelle – Tia Peet
- Lynda Boyd – matka Tii, żona Jeremiaha
- Deezer D – Stank
- Ronald Selmour – policjant